# Archie Madekwe
Archie Madekwe (Londen, 10 februari 1995) is een Brits acteur.

## Biografie
Madekwe werd geboren in de Londense wijk Lambeth. Hij studeerde aan de BRIT School in Croydon en de London Academy of Music and Dramatic Art. Voordat hij naar film en televisie kwam, speelde hij in verschillende toneelstukken. Sinds 2014 is hij vooral te zien in televisieproducties. Een van de bekendste rollen die hij speelde, is die van Kofun in de televisieserie See.
Hij is de neef van Ashley Madekwe.

## Filmografie

### Film
| Jaar | Titel          | Rol                |
| ---- | -------------- | ------------------ |
| 2015 | Legacy         | Kind 1             |
| 2018 | Teen Spirit    | Luke               |
| 2019 | Midsommar      | Simon              |
| 2021 | Voyagers       | Kai                |
| 2023 | Beau Is Afraid | Lachende man       |
| 2023 | Gran Turismo   | Jann Mardenborough |
| 2023 | Heart of Stone | Ivo                |
| 2023 | Saltburn       | Farleigh Start     |

### Televisie
| Jaar      | Titel                | Rol             | Opmerkingen                      |
| --------- | -------------------- | --------------- | -------------------------------- |
| 2014      | Casualty             | Benjamin Mason  | Aflevering "To Yourself Be True" |
| 2016      | Fresh Meat           | Luca            | 2 afleveringen                   |
| 2018      | Hang Ups             | Jackson Bailey  | 3 afleveringen                   |
| 2018      | Informer             | Eddy            | Aflevering "The Masterplan"      |
| 2019      | Les Misérables       | Courfeyrac      | 3 afleveringen                   |
| 2019–2022 | See                  | Kofun           | 24 afleveringen                  |
| 2020      | Unprecedented        | Louis           | Aflevering 1                     |
| 2021      | Love, Death & Robots | Sedgwick (stem) | Aflevering "Ice"                 |

## Theater
| Jaar | Titel                           | Rol     | Opmerkingen                     |
| ---- | ------------------------------- | ------- | ------------------------------- |
| 2017 | The Goat, or Who Is Sylvia?     | Billy   | Theatre Royal Haymarket, Londen |
| 2023 | Further than the Furthest Thing | Francis | Young Vic, Londen               |